# 兰尼·阿伯拉罕森
莱昂纳德·“伦尼”·亚伯拉罕森（Leonard "Lenny" Abrahamson，1966年11月30日—）是一名爱尔兰电影和电视导演。

## 生平
他生于都柏林，20岁获得去美国斯坦福大学修读哲学的奖学金，然而尚未毕业就回到了爱尔兰从事电影业。起初拍摄广告片，例如为啤酒商 Carlsberg 拍了多部流行广告。他执导的首部电影是2004年毒品题材黑色喜剧片 Adam & Paul。Adam & Paul、《那年夏天的加油站》和 What Richard Did 三次赢得爱尔兰影视奖最佳导演奖。
2015年他执导的《房间》赢得多伦多影展人民选择奖，获得第88届奥斯卡金像奖最佳影片、最佳导演和最佳改编剧本等多项提名。

## 作品

### 电影
- Adam & Paul (2004)
- 《那年夏天的加油站》/Garage (2007)
- 《高富帥失足記（英语：What Richard Did）》(2012)
- 《法蘭克》/Frank (2014)
- 《不存在的房間》/Room (2015)

### 电视剧
- Prosperity (2007)

## 奖项
爱尔兰影视奖
- 最佳电影导演 – Adam & Paul (2004)
- 最佳电影导演 – 那年夏天的加油站 (2007)
- 最佳电影导演 – What Richard Did (2012)
- 最佳电视导演 - Prosperity (2007)

坎城影展
- C.I.C.A.E. – 那年夏天的加油站 (2007)